# Sedeció
Sedeció (en grec antic: Σεδεκίων), que va morir l'any 114, va ser bisbe de Bizanci durant nou anys, del 105 al 114.
Va succeir a Plutarc. durant el seu pontificat es va produir la persecució dels cristians per l'emperador Trajà. El va succeir Diògenes de Bizanci.